# Julia Grabherová
Julia Grabherová (* 2. července 1996 Dornbirn) je rakouská profesionální tenistka. Ve své dosavadní kariéře na okruhu WTA Tour nevyhrála žádný turnaj. V sérii WTA 125 vybojovala jednu singlovou trofej. V rámci okruhu ITF získala třináct titulů ve dvouhře a osm ve čtyřhře.
Na žebříčku WTA byla ve dvouhře nejvýše klasifikována v červnu 2023 na 54. místě a ve čtyřhře v srpnu 2016  na 387. místě. Trénuje ji Matthew Hair. 
V rakouském týmu Billie Jean King Cupu debutovala v roce 2015 základním blokem 1. skupiny zóny Evropy a Afriky proti Srbsku a Maďarsku, v němž prohrála obě čtyřhry. Rakušanky odešly z obou duelů poraženy 0:3 na zápasy. V baráži o udržení s Lotyšskem pak prohrála dvouhru i čtyřhru. Do září 2023 v soutěži nastoupila k dvaceti dvěma mezistátním utkáním s bilancí 6–11 ve dvouhře a 2–9 ve čtyřhře.

## Tenisová kariéra
V rámci hlavních soutěží okruhu ITF debutovala v srpnu 2012, když na turnaj v Innsbrucku, dotovaný 10 tisíci dolary, obdržela divokou kartu. Ve čtvrtfinále podlehla německé kvalifikantce Leně-Marii Hofmannové. První dva singlové i deblové tituly v této úrovni tenisu vybojovala během sezóny 2015. Ve finále dvouher desetitisícových turnajů ve Vídni a Pörtschachu přehrála Němku Katharinu Gerlachovou a Marii Bouzkovou.
Na okruhu WTA Tour debutovala říjnovým Upper Austria Ladies Linz 2019, kam jako 241. žena klasifikace získala divokou kartu. Na úvod nestačila na Slovenku Viktórii Kužmovou z šesté desítky žebříčku.

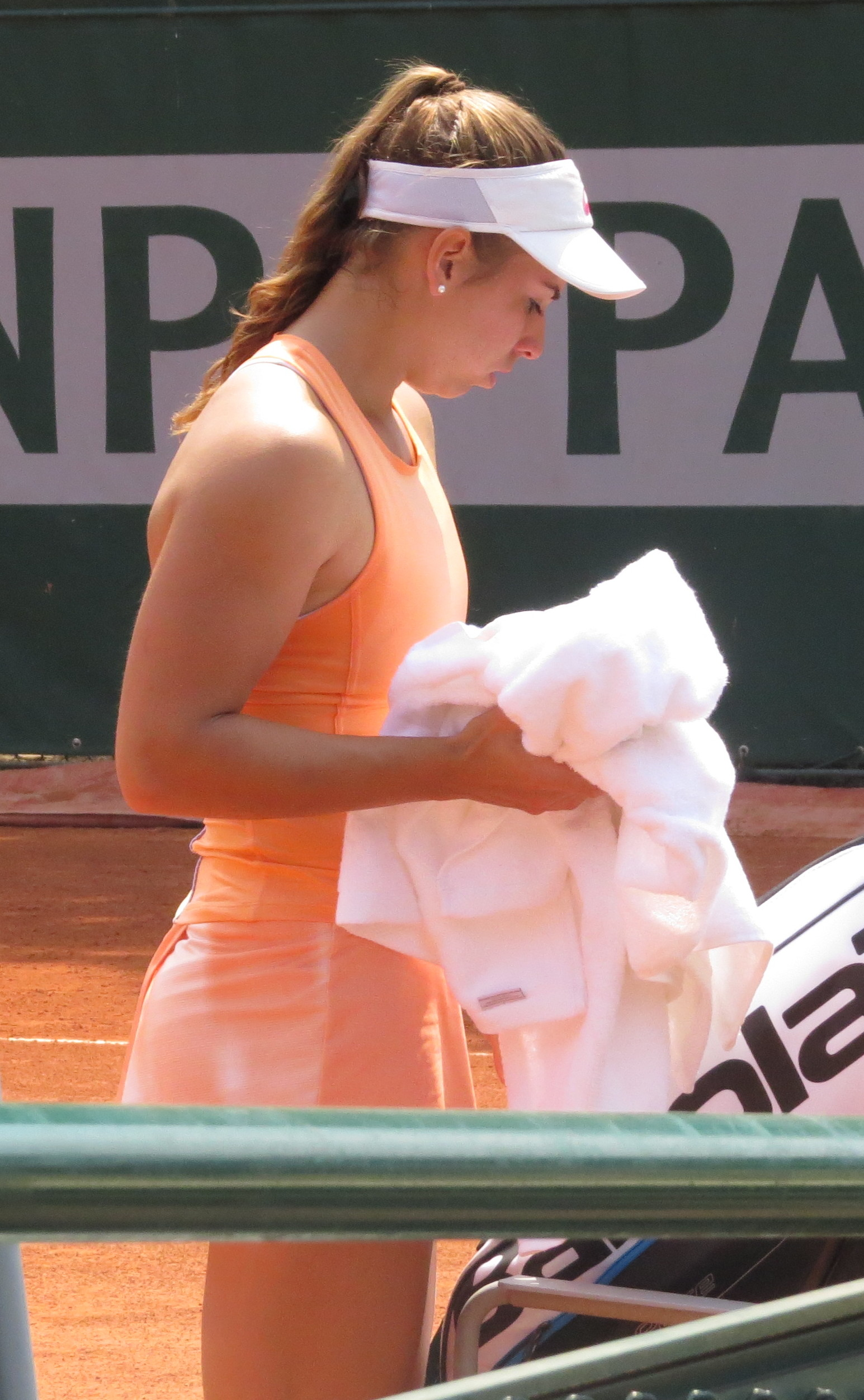
Na French Open 2018 odehrála první grandslamovou kvalifikaci

Průlomovou sezónou se stal rok 2022. Na dubnovém Istanbul Cupu 2022 prošla z kvalifikace po výhře nad Kamillou Rachimovovou. Do prvního kariérního čtvrtfinále postoupila přes světovou sedmatřicítku Jil Teichmannovou, znamenající premiérové vítězství nad členkou z elitní padesátky. Do finále ji však nepustila druhá nasazená Rumunka Sorana Cîrsteaová. Po zářijové trofeji na barijském Open Delle Puglie 2022 v sérii WTA 125, kde v závěrečných kolech vyřadila Maďarky – nejvýše nasazenou Pannu Udvardyovou i Réku Lucu Janiovou a ve finále italskou kvalifikantku Nurii Brancacciovou –, debutovala 12. září v první světové stovce 97. místem. Během sezóny 2022 získala také tři trofeje na túře ITF, včetně dvou z 60tisícových událostí ve španělských San Bartoloméu de Tirajaně a San Sebastiánu. Ve finále prvního z nich přehrála Argentinku Nadiu Podoroskou a ve druhém pak Španělku Alionu Bolsovovou, obě dvě z konce druhé světové stovky. V sezóně se posunula ze 192. na konečnou 84. příčku.
V hlavní soutěži grandslamu debutovala ženským singlem Australian Open 2023, kam si jako hráčka první stovky zajistila přímou účast. V letech 2018–2022 vypadla ve všech dvanácti grandslamových kvalifikacích, do nichž nastoupila; dvakrát přitom až v posledním kvalifikačním kole na French Open 2021 s Baptisteovou a na Australian Open 2022 s Dolehideovou. Na úvod melbournské dvouhry 2023 však nenašla recept na estonskou světovou devatenáctku Anett Kontaveitovou. V kategorii WTA 1000 debutovala únorovým Dubai Tennis Championships 2023, kde prošla kvalifikačním sítem přes Kristinu Mladenovicovou. V první fázi dvouhry podlehla světové sedmatřicítce Leylah Fernandezové z Kanady. Poté se poprvé představila na Miami Open 2023, přestože v závěru kvalifikace podlehla Martincové. Po odstoupení obhajující světové jedničky Świątekové, ale Polku nahradila v soutěži. Časnou porážku ji však přivodila Američanka Claire Liuová ze šesté světové desítky. Na zelené antuce Credit One Charleston Open 2023 v Charlestonu poprvé porazila hráčku z elitní třicítky, dvacátou osmou v pořadí Čang Šuaj. Po výhře nad kvalifikantkou Sachií Vickeryovou dohrála raketě sedmnácté ženy klasifikace Jekatěriny Alexandrovové. Ve druhém kole Mutua Madrid Open 2023 pak nestačila na první hráčku světa Igu Świątekovou a ve třetím kole Internazionali BNL d'Italia 2023 na světovou devítku Kasatkinovou až v tiebreaku závěrečné sady.
Do prvního finále na túře WTA se probojovala na rabatském Grand Prix SAR La Princesse Lalla Meryem 2023. V něm po téměř třech hodinách podlehla Italce Lucii Bronzettiové, když v rozhodující sadě nevyužila výhodu brejku a vedení 3–1 na gamy. Po skončení se posunula na nové maximum, 61. místo žebříčku. Na úvod French Open 2023 vyřadila nizozemskou kvalifikantku Arantxu Rusovou, ale poté nestačila na světovou šestku Coco Gauffovou. Časnou porážku při první účasti ve dvouhře londýnského majoru, Wimbledonu 2023, jí přivodila Američanka Danielle Collinsová. Zápas přerušovaný vytrvalým deštěm se hrál více než tři dny.

## Finále na okruhu WTA Tour
| Legenda                  |
| ------------------------ |
| D – dvouhra; Č – čtyřhra |
| Grand Slam (0)           |
| Turnaj mistryň (0)       |
| WTA 1000 (0)             |
| WTA 500 (0)              |
| WTA 250 (0–1 D)          |

### Dvouhra: 1 (0–1)
| Stav       | č. | datum           | turnaj        | povrch | soupeřka ve finále | výsledek      |
| ---------- | -- | --------------- | ------------- | ------ | ------------------ | ------------- |
| Finalistka | 1. | 27. května 2023 | Rabat, Maroko | antuka | Lucia Bronzettiová | 4–6, 7–5, 5–7 |

## Finále série WTA 125
| Legenda                  |
| ------------------------ |
| D – dvouhra; Č – čtyřhra |
| WTA 125 (1–0 D)          |

### Dvouhra: 1 (1–0)
| Stav    | č. | datum     | turnaj       | povrch | soupeřka ve finále | výsledek |
| ------- | -- | --------- | ------------ | ------ | ------------------ | -------- |
| Vítězka | 1. | září 2022 | Bari, Itálie | antuka | Nuria Brancacciová | 6–4, 6–2 |

## Tituly na okruhu ITF
| Legenda         | Legenda         |
| --------------- | --------------- |
| Turnaje W100    | Turnaje W80     |
| Turnaje W75/W60 | Turnaje W50     |
| Turnaje W35/W25 | Turnaje W15/W10 |

### Dvouhra (13 titulů)
| Č.  | datum       | turnaj                           | kategorie | povrch    | poražená finalistka         | výsledek           |
| --- | ----------- | -------------------------------- | --------- | --------- | --------------------------- | ------------------ |
| 1.  | srpen 2015  | Vídeň, Rakousko                  | W10       | antuka    | Katharina Gerlachová        | 6–3, 3–6, 6–1      |
| 2.  | srpen 2015  | Pörtschach, Rakousko             | W10       | antuka    | Marie Bouzková              | 7–6(7–5), 6–1      |
| 3.  | březen 2016 | Hammámet, Tunisko                | W10       | antuka    | Vanda Lukácsová             | 6–3, 6–3           |
| 4.  | únor 2017   | Hammámet, Tunisko                | W15       | antuka    | Laura Pigossiová            | 6–7(5–7), 6–2, 6–2 |
| 5.  | květen 2017 | Řím, Itálie                      | W25       | antuka    | Tereza Mrdežová             | 7–5, 6–0           |
| 6.  | březen 2018 | São Paulo, Brazílie              | W25       | antuka    | Tamara Zidanšeková          | 6–4, 3–6, 6–2      |
| 7.  | červen 2019 | Klosters, Švýcarsko              | W25       | antuka    | Nathaly Kuratová            | 6–1, 6–3           |
| 8.  | duben 2021  | Bellinzona, Švýcarsko            | W60       | antuka    | Lucia Bronzettiová          | 6–2, 6–3           |
| 9.  | únor 2022   | Porto, Portugalsko               | W25       | tvrdý (h) | Maja Chwalińská             | 6–3, 6–7(2–7), 7–5 |
| 10. | srpen 2022  | Maspalomas, Španělsko            | W60       | antuka    | Nadia Podoroská             | 6–4, 6–3           |
| 11. | říjen 2022  | San Sebastián, Španělsko         | W60       | antuka    | Aliona Bolsovová            | 6–3, 7–6(7–3)      |
| 12. | srpen 2023  | Maspalomas, Španělsko            | W100      | antuka    | Jéssica Bouzasová Maneirová | 6–4, 6–4           |
| 13. | září 2024   | Santa Margherita di Pula, Itálie | W35       | antuka    | Leonie Küngová              | 3–6, 6–0, 6–2      |

### Čtyřhra (8 titulů)
| Č. | datum         | turnaj               | kategorie | povrch | spoluhráčka          | poražené finalistky                      | výsledek          |
| -- | ------------- | -------------------- | --------- | ------ | -------------------- | ---------------------------------------- | ----------------- |
| 1. | srpen 2015    | Pörtschach, Rakousko | W10       | antuka | Mira Antonitschová   | Iva Primoracová Janina Toljanová         | 6–2, 6–1          |
| 2. | prosinec 2015 | Káhira, Egypt        | W10       | antuka | Ana Bianca Mihăilová | Anna Morginová Patrycja Polańská         | 6–2, 6–4          |
| 3. | leden 2016    | Antalya, Turecko     | W10       | antuka | Ágnes Buktová        | Jekatěrine Gorgodzeová Sofja Kvacabajová | 1–6, 6–4, [11–9]  |
| 4. | únor 2016     | Antalya, Turecko     | W10       | antuka | Ágnes Buktová        | Daiana Negreanuová Kyra Shroffová        | 6–3, 6–4          |
| 5. | březen 2016   | Hammámet, Tunisko    | W10       | antuka | Isabella Šinikovová  | Julija Kalabinová Polina Monovová        | 7–5, 6–0          |
| 6. | březen 2016   | Hammámet, Tunisko    | W10       | antuka | Naomi Totková        | Lina Gjorčeská Isabella Šinikovová       | 7–5, 1–6, [13–11] |
| 7. | březen 2016   | Hammámet, Tunisko    | W10       | antuka | Isabelle Wallaceová  | Claudia Giovineová Snehadevi Reddyová    | 6–1, 6–3          |
| 8. | květen 2019   | Caserta, Itálie      | W25       | antuka | Lizette Cabrerová    | Elena Bogdanová Vivien Juhaszová         | 6–3, 6–4          |